# Šarišské podolie
Šarišské podolí je geomorfologický podcelek Spišsko-šarišského mezihoří. Na území leží geomorfologická část Šarišský vrch.

## Vymezení
Podcelek leží v jižní části Spišsko-šarišského mezihoří a zabírá velkou část povodí řeky Torysa severně od Prešova. V severní části navazuje krajinný celek podcelky Ľubotínska pahorkatina, Hromovec a Jakubianska brázda, podcelek Stráže sousedí na jihovýchodním okraji území. Západním směrem se nacházejí Levočské vrchy s podcelky Levočská vysočina a Levočské planiny, následuje pohoří Bachureň a Šarišská vrchovina. Jižní hranice na okraji Prešova přechází do Toryské pahorkatiny (podcelek Košické kotliny), jihovýchodním směrem navazuje Beskydské předhůří s podcelkem Záhradnianska brázda. Na východě území vymezuje pohoří Čergov. 

## Chráněná území
V jižní části podolí leží národní přírodní rezervace Šarišský hradní vrch, který je zároveň geomorfologickou částí. 

## Osídlení
Šarišské podolí patří mezi středně hustě osídlené oblasti a leží zde města Sabinov, Lipany, Velký Šariš a okrajově i Prešov.

## Doprava
Z Prešova po Lipany a následně úžinou přes Hromovec směrem na Ľubotín vedou hlavní dopravní komunikace - silnice I / 68 a železniční trať Košice - Muszyna.